# Andres Ambühl
Andres Ambühl (* 14. September 1983 in Davos) ist ein ehemaliger Schweizer Eishockeyspieler, der im Verlauf seiner aktiven Karriere zwischen 2000 und 2025 unter anderem weit über 1.300 Spiele für den HC Davos und die ZSC Lions in der Schweizer National League auf der Position des rechten Flügelstürmers bestritten hat. Insgesamt gewann Ambühl sechs Schweizer Meistertitel sowie drei Silbermedaillen bei Eishockey-Weltmeisterschaften.

## Karriere

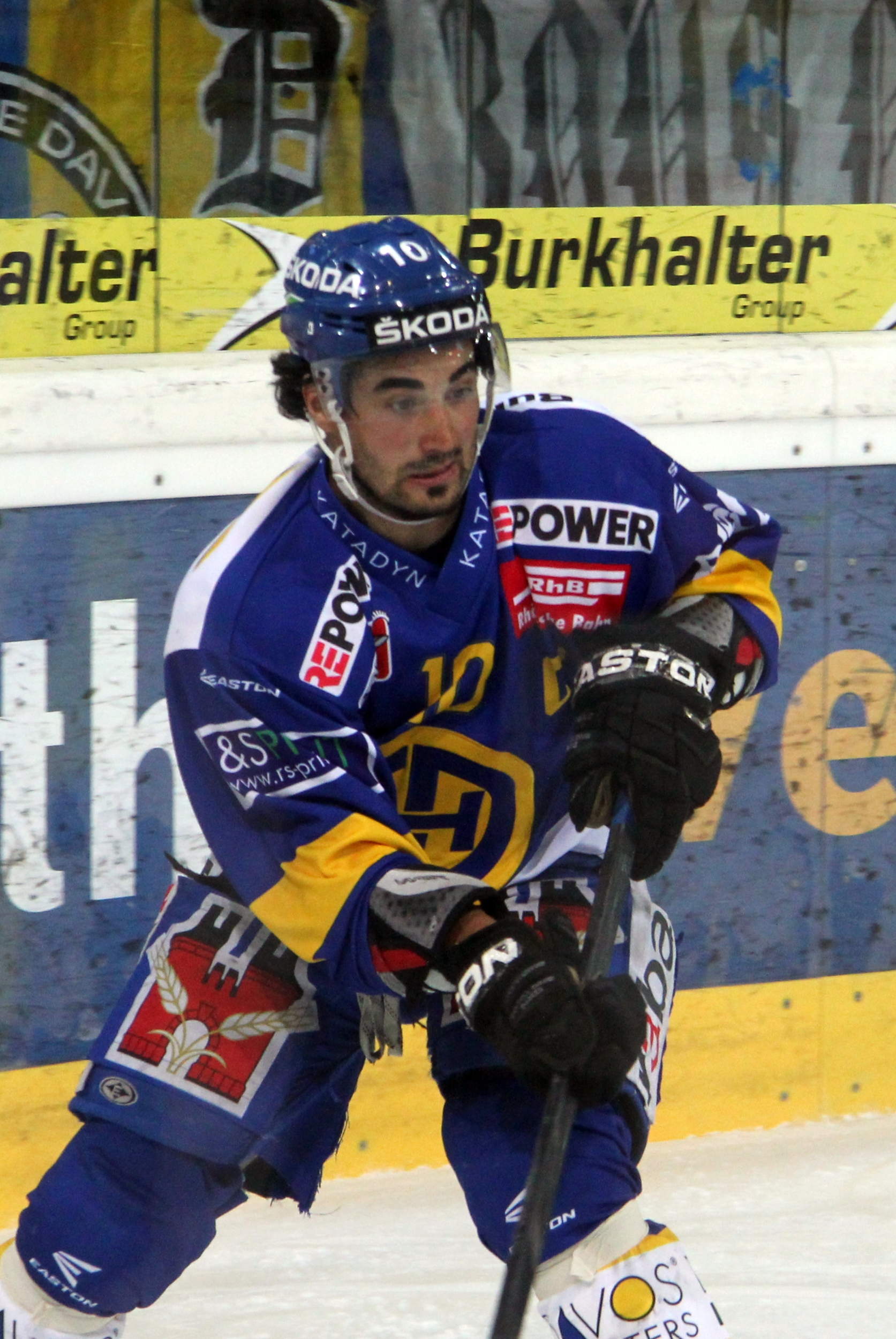
Ambühl im Trikot des HC Davos (2014)

Andres Ambühl begann seine Karriere 2000 bei den Elite-A-Junioren des HC Davos. In der gleichen Saison gab er sein Debüt in der Nationalliga A für Davos. Bereits ein Jahr später gehörte er fest zum NLA-Kader des HCD und schoss am 11. September 2001 sein erstes NLA-Tor im Spiel gegen die ZSC Lions.
In den folgenden Jahren entwickelte sich Ambühl zu einem defensiv-starken Stürmer, der sich vor allem durch gutes Checking und sein kampfbetontes Spiel auszeichnet. 2002, 2005, 2007 und 2009 wurde er Schweizer Meister mit dem HC Davos, ausserdem gewann die Mannschaft mehrfach den Spengler Cup. Beim Spengler Cup 2007 erzielte Ambühl das entscheidende 3:2 gegen das Team Canada, als der kanadische Torhüter Justin Pogge einen Puck hinter dem eigenen Tor verlor und Ambühl diesen nur noch in das leere Tor schieben musste.
Im Dezember 2007 verlängerte Ambühl seinen Vertrag mit dem HCD um zwei weitere Jahre mit einer Ausstiegsklausel für ein Auslandengagement. Am Ende der Spielzeit 2008/09 wurde er mit dem HCD erneut Schweizer Meister. Aufgrund der gezeigten Leistungen wurde er im Mai 2009 nach neun Spielzeiten beim HCD von den New York Rangers aus der National Hockey League (NHL) unter Vertrag genommen. Er absolvierte aber kein Spiel für die Rangers, sondern kam ausschliesslich in der American Hockey League (AHL) für deren Farmteam Hartford Wolf Pack zum Einsatz.
Am 16. April 2010 gaben die ZSC Lions bekannt, dass Ambühl zurück in die Schweiz kehre und bei diesen einen Dreijahresvertrag mit einer NHL-Ausstiegsklausel bis zum 15. Juli 2010 unterschrieben habe. 2012 wurde er mit den Lions Schweizer Meister. Am 28. Dezember 2012 wurde bekannt, dass Andres Ambühl nach drei Jahren in Zürich auf die folgende Saison hin zu seinem Stammverein HC Davos zurückkehren wird. In der Folge führte er den HCD ab der Saison 2014/15 als Captain an. Im Februar 2025 gab Andres Ambühl nach 24 Spielzeiten in der höchsten Spielklasse seinen Rücktritt zum Saisonende bekannt.

### International
Sein erstes Spiel für eine Schweizer Nationalmannschaft absolvierte Andres Ambühl bei der U18-Weltmeisterschaft 2001. In den folgenden zwei Jahren spielte er für die Schweizer U20-Nationalmannschaft, u. a. bei der U20-Weltmeisterschaft 2002 und der U20-Weltmeisterschaft 2003. Ab 2004 wurde er regelmässig in das Kader der Schweizer A-Nationalmannschaft berufen und etablierte sich als Stammspieler. Seitdem stand er bei 20 Weltmeisterschaften von 2004 bis 2025 für die Schweiz auf dem Eis. Bei der Weltmeisterschaft 2013 in Stockholm und Helsinki errang er die Silbermedaille, ebenso an den Weltmeisterschaften 2024 in Tschechien und 2025 in Dänemark und Schweden. Am 21. Mai 2022 überbot er mit 120 Einsätzen den weltweiten Rekord an WM-Spielen von Udo Kießling.
Ausserdem absolvierte Ambühl von 2006 bis 2022 alle fünf olympischen Eishockeyturniere.

## Erfolge und Auszeichnungen
| - 2002 Schweizer Meister mit dem HC Davos - 2004 Spengler-Cup-Gewinn mit dem HC Davos - 2005 Schweizer Meister mit dem HC Davos - 2006 Spengler-Cup-Gewinn mit dem HC Davos - 2007 Schweizer Meister mit dem HC Davos - 2008 Spengler Cup All-Star-Team - 2009 Schweizer Meister mit dem HC Davos - 2012 Schweizer Meister mit den ZSC Lions | - 2014 NLA Most Popular Player - 2015 Schweizer Meister mit dem HC Davos - 2015 NLA Most Valuable Player (MVP) - 2015 NLA Most Popular Player - 2016 NLA Most Popular Player - 2017 NLA Most Popular Player - 2023 Spengler-Cup-Gewinn mit dem HC Davos |

### International
- 2001 Silbermedaille bei der U18-Junioren-Weltmeisterschaft
- 2013 Silbermedaille bei der Weltmeisterschaft
- 2024 Silbermedaille bei der Weltmeisterschaft
- 2025 Silbermedaille bei der Weltmeisterschaft

## Karrierestatistik

### International
Vertrat die Schweiz bei:
| - U18-Junioren-Weltmeisterschaft 2001 - U20-Junioren-Weltmeisterschaft 2002 - U20-Junioren-Weltmeisterschaft 2003 - Weltmeisterschaft 2004 - Qualifikationsturnier für die Olympischen Winterspiele 2006 - Weltmeisterschaft 2005 - Weltmeisterschaft 2006 - Olympische Winterspiele 2006 - Weltmeisterschaft 2007 - Weltmeisterschaft 2008 - Weltmeisterschaft 2009 - Olympischen Winterspielen 2010 - Weltmeisterschaft 2010 - Weltmeisterschaft 2011 - Weltmeisterschaft 2012 | - Weltmeisterschaft 2013 - Olympischen Winterspielen 2014 - Weltmeisterschaft 2014 - Weltmeisterschaft 2015 - Weltmeisterschaft 2016 - Weltmeisterschaft 2017 - Olympischen Winterspielen 2018 - Weltmeisterschaft 2019 - Weltmeisterschaft 2021 - Olympischen Winterspielen 2022 - Weltmeisterschaft 2022 - Weltmeisterschaft 2023 - Weltmeisterschaft 2024 - Weltmeisterschaft 2025 |

(Legende zur Spielerstatistik: Sp oder GP = absolvierte Spiele; T oder G = erzielte Tore; V oder A = erzielte Assists; Pkt oder Pts = erzielte Scorerpunkte; SM oder PIM = erhaltene Strafminuten; +/− = Plus/Minus-Bilanz; PP = erzielte Überzahltore; SH = erzielte Unterzahltore; GW = erzielte Siegtore; 1 Play-downs/Relegation; Kursiv: Statistik nicht vollständig)